# Єврейське колонізаційне товариство
Єврейське колонізаційне товариство (англ. Jewish Colonization Association; івр. יק"א; ЄКТ) — єврейська міжнародна благодійницька організація.
Єврейське колонізаційне товариство засновано у вересні 1891 року в Лондоні бароном Морісом де Гіршем з метою «Допомагати еміграції євреїв з будь-яких частин Європи або Азії й, в першу чергу, з країн, де вони піддаються додатковому оподаткуванню, політичним і/або усілякого роду іншим обмеженням, до будь-яких інших частин світу, щоб засновувати колонії для сільськогосподарських, торгових та інших цілей» (Північна, Південна Америка (Канада, США, Аргентина, Бразилія), а також в Османській імперії в Палестині. Сьогодні ЄКТ все ще активно працює в Ізраїлі, підтримуючи конкретні проекти розвитку під назвою Jewish Charitable Association (ICA).

## Історія
У 1892 році в Петербурзі було відкрито відділення Єврейського колонізаційного товариства на чолі з бароном Г. О. Гінцбургом. ЄКТ заснувало декілька десятків єврейських сільськогосподарських колоній здебільшого в Аргентині і Канаді. Проєкт створення сільських колоній не користувався дуже великою популярністю й навряд чи його можна назвати успішним, адже більшість євреїв-переселенців більш охоче селилися в містах, не бажаючи жити в сільській місцевості.
Після смерті Моріса де Гірша, характер діяльності Єврейського колонізаційного товариства розширився. Збори діячів ЄКТ у Парижі 1896 року ухвалили не тільки сприяти переселенню євреїв, але також допомагати розвитку землеробства і ремеслам там, де євреї вже проживали компактно (переважно, на заході Російської імперії, зокрема в Україні, на Галичині, що входила до складу Австро-Угорщини, Бессарабії і Трансильванії тощо).
До 1914 року Єврейське колонізаційне товариство створило або профінансувало близько 40 технічних і сільськогосподарських шкіл у Російській імперії. Інструктори ЄКТ, що працювали в землеробських єврейських поселеннях у Росії, допомагали удосконалювати методи ведення сільського господарства, запроваджували нові культури, започатковували кооперативи та інші об'єднання виробників і торгівців сільськогосподарської продукції. Також відкривались позикові та ощадні каси для допомоги євреям.
У 1899 році барон Едмон де Ротшильд передав під «юрисдикцію» (в управління) ЄКТ колонії в Палестині. У 1923 році вони були передані в засноване Ротшильдом Палестинське єврейське колонізаційне товариство.
У період після Першої світової війни масштаби діяльності Єврейського колонізаційного товариства скоротилися.

## Генеральні директори
- Сигізмунд Зонненфельд (1891–1911) [2]
- Луї Унгр (1911–1949) [3]
- Віктор Гірмунський[4] і Жорж Аронштейн (1949–1977)[5]